# Wołosowo
Wołosowo (ros. Волосово) – miasto w Rosji, w obwodzie leningradzkim, 85 km na południowy zachód od Petersburga. 
Znajduje tu się stacja kolejowa Wołosowo, położona na linii Petersburg – Iwangorod – Tallinn.

## Demografia
- 2009 – 11 354[3]
- 2021 – 11 621[2]